# Jeunes Filles en uniforme (film, 1931)
Pour les articles homonymes, voir Jeunes filles en uniforme.
Pour plus de détails, voir Fiche technique et Distribution.
Jeunes Filles en uniforme (Mädchen in Uniform) est un film allemand (1931) de Leontine Sagan.

## Synopsis
Âgée de 14 ans, Manuela von Meinhardis, fille d'un officier prussien, est envoyée, après la mort de sa mère, dans une institution de Potsdam réservée aux filles de la haute société dont les familles connaissent des difficultés financières.
L'histoire se passe avant la Première Guerre mondiale, et les méthodes d'éducation de l'internat sont caractérisées par la discipline prussienne (preußen Drill[Quoi ?]) et l'absence de chaleur humaine. Les filles de soldats doivent y être élevées pour devenir des mères de soldat. Comme Frédéric le Grand, la directrice de l'école monte à l'étage et proclame des ordres du jour comme aux glorieux temps de la Guerre de Sept Ans.
Les effets de ce Preussentum sur une jeune fille sensible, pleine de tendresse et de fantaisie, sont catastrophiques ; elle a des difficultés à s'adapter à de telles conditions, et ses performances scolaires s'en ressentent.
Elle ne trouve un peu de chaleur et de compréhension qu'auprès d'une jeune professeure, Mademoiselle de Bernburg, dont elle tombe passionnément amoureuse. Quand celle-ci lui offre, pour remplacer ses effets trop usés, une de ses propres chemises de corps, Manuela se sent enivrée.
La catastrophe prend son cours quand la jeune fille, tout heureuse de son succès après une représentation de théâtre scolaire particulièrement réussie, absorbe une boisson un peu trop alcoolisée, et dans l'euphorie, avoue devant tout le monde son amour pour sa professeure.
Les conséquences sont terribles.
La directrice de l'école congédie Mademoiselle de Bernburg, qu'elle estime entièrement responsable. Quant à Manuela, elle est recluse dans la chambre d'isolement. Dans son désespoir, à l'idée du départ de la professeure qu'elle aime et de la solitude à venir, elle essaie de se donner la mort en se jetant du haut de l'escalier. Le malheur est toutefois évité au dernier moment grâce à l'intervention courageuse de toutes ses camarades.
La cruelle directrice se voit ainsi moralement totalement désavouée – du moins un instant. Car à ce moment-là retentit la sonnerie du couvre-feu, par laquelle s'achève le film, et qui laisse clairement entendre le retour à la discipline prussienne.

## Histoire de la production
(avril 2022).
Si vous disposez d'ouvrages ou d'articles de référence ou si vous connaissez des sites web de qualité traitant du thème abordé ici, merci de compléter l'article en donnant les références utiles à sa vérifiabilité et en les liant à la section « Notes et références ».
Jeunes Filles en uniforme est le premier film dans l'histoire du cinéma allemand à avoir été à la fois un film commercial (c'est-à-dire destiné à générer des profits) et coproduit par les participants. La firme berlinoise Deutsche Film-Gemeinschaft a été créée spécialement pour ce film et dissoute ensuite.
On discute encore de la part qu'a eue le directeur artistique Carl Froelich dans l'élaboration du film. Il semble cependant difficilement contestable que Leontine Sagan s'y connaissait beaucoup plus en pièces de théâtre qu'en films - un moyen d'expression dont elle n'avait jusque-là aucune expérience - alors que Froelich avait déjà derrière lui une expérience professionnelle de 28 ans et, en tant que vieux professionnel, était particulièrement versé dans l'utilisation des moyens cinématographiques.
Dans les deux films qu'elle tourna par la suite, Leontine Sagan a toujours travaillé avec un coréalisateur. C'est dans la direction des actrices que son écriture artistique personnelle se remarque particulièrement et c'est elle qui, outre la rigueur de la composition, est à l'origine de la qualité et, par là, de l'impact du film. Au lieu de puissants effets, ce sont les sentiments des jeunes filles qui sont mis au premier plan avec beaucoup de délicatesse et de nuances. On est frappé aussi par la distribution exclusivement féminine du film, et par la coopération de deux femmes, fait exceptionnel pour le temps, dans les fonctions clés de scénariste et de réalisatrice.
On remarque aussi la participation d'Erika Mann qui joue dans le film un second rôle, celui d'une des enseignantes. Selon certaines sources, elle a été remplacée par une autre actrice en cours de tournage. Les actrices principales Hertha Thiele et Dorothea Wieck se sont retrouvées encore une fois ensemble devant la caméra en 1933, pour un film de Frank Wysbar Anna et Elisabeth. Bien que nées la même année (1908), elles jouent dans le film des femmes d'âges différents.

## Fiche technique
- Titre original : Mädchen in Uniform
- Réalisateur : Leontine Sagan et Carl Froelich
- Scénario : F.D. Adam, Christa Winsloe, d'après sa pièce Gestern und Heute
- Photo : Reimar Kuntze, Franz Weihmayr
- Décors : Fritz Maurischat, Frederick Winckler-Tannenberg
- Musique : Hansom Milde-Meissner
- Sortie : 1931
- Genre : drame
- Durée : 96 minutes

## Distribution
- Emilia Unda : la directrice
- Dorothea Wieck : Mlle von Bernburg
- Hertha Thiele : Manuela von Meinhardis
- Hedwig Schlichter : Mlle von Kesten
- Ellen Schwanneke : Ilsa von Westhager
- Gabrielle Bertrand : Figurante

## Autour du film
- Un petit parfum de scandale pour l'évocation du saphisme et les travestissements de l'héroïne.
- Il fut élu « meilleur film de l'année » en Allemagne et même aux États-Unis, pour ses qualités plastiques et sa description de l'anti-militarisme.
- À l'époque, les sous-titres français du film ont été rédigés par Colette.
- Le film a connu un remake en 1958 avec Romy Schneider, Therese Giehse, Lilli Palmer, Christine Kaufmann etc. puis en 2006 sous le titre Loving Annabelle.

## Sources
- (de) Cet article est partiellement ou en totalité issu de l’article de Wikipédia en allemand intitulé « Mädchen in Uniform » (voir la liste des auteurs).